# Saturn C-2
Il Saturn C-2 era un prototipo di un veicolo di lancio statunitense, progettato per realizzare lo scenario di Earth Orbit Rendezvous per le missioni spaziali verso la Luna del Programma Apollo.
Il progetto era stato studiato prima nel 1960, ed era stato calcolato che sarebbero necessari 15 lanci per assemblare il veicolo spaziale in orbita bassa terrestre.